# Johann Esch
Johann Esch (Esschen; van Esch; van Essen; Nesse; zm. 1 lipca 1523) – zakonnik z klasztoru augustiańskiego w Antwerpii, zwolennik Marcina Lutra, jedna z dwóch pierwszych ofiar prześladowań zwolenników reformacji. Wraz z Hendrikiem Voesem spalony na stosie za herezję w Brukseli w 1523 roku.
Luter upamiętnił jego śmierć poematem „Ein neues Lied wir heben an”. Jest wspominany jako męczennik przez Kościół Ewangelicki w Niemczech.